# Campeonato Mundial de Remo de 1990
El XX Campeonato Mundial de Remo se celebró en la isla de Tasmania (Australia) entre el 30 de octubre y el 4 de noviembre de 1990 bajo la organización de la Federación Internacional de Sociedades de Remo (FISA) y la Federación Australiana de Remo.
Las competiciones se realizaron en el canal de remo del lago Barrington, en la parte norte de la isla australiana.

## Medallistas

### Masculino
| Evento                         | Oro | Plata | Bronce |
| ------------------------------ | --- | --- | --- |
| Scull individual M1X           | Jüri Jaanson URSS | Václav Chalupa Checoslovaquia | Eric Verdonk Nueva Zelanda |
| Doble scull M2X                | Christoph Zerbst · Arnold Jonke · Austria · | Stefan Ullrich Thomas Lange RDA | Peter Antonie Paul Reedy Australia |
| Cuatro scull M4X               | Ģirts Vilks Nikolai Chuprina Serguei Kiniakin Valeri Dosenko URSS | Marc-Sven Nater · Alexander Rückstuhl · Ueli Bodenmann · Beat Schwerzmann · Suiza ·                                                                                        | Gianluca Farina · Massimo Paradiso · Filippo Soffici · Alessandro Corona · Italia ·                                                             |
| Dos sin timonel M2-            | Thomas Jung Uwe Kellner RDA | Nikolai Pimenov Yuri Pimenov URSS | Steve Redgrave Matthew Pinsent Reino Unido |
| Dos con timonel M2+            | Carmine Abbagnale · Giuseppe Abbagnale · Giuseppe Di Capua (t) · Italia · | José Ignacio Bugarín · Ibon Urbieta · Gabriel Marco (t) · España · | Milan Janša Robert Krašovec Robert Eržen (t) Yugoslavia                                                                                         |
| Cuatro sin timonel M4-         | Nicholas Green Michael McKay Samuel Patten James Tomkins Australia | Niels van der Zwan · Jaap Krijtenburg · Bart Peters · Sven Schwarz · Países Bajos ·                                                                                        | Thomas Greiner Ralf Brudel Jens Lüdecke Olaf Förster RDA                                                                                        |
| Cuatro con timonel M4+         | Mario Grüssel Stefan Schulz Detlef Kirchhoff Bernd Eichwurzel Hendrik Reiher (t) RDA                                                                                                | Stefan Scholz Volker Zimmermann Ansgar Wessling Wolfgang Klapheck Thomas Alt (t) RFA                                                                                       | Vladimir Romanishin Jonas Narmontas Sigitas Kučinskas Igor Bortnitski Piotr Petrinich (t) URSS                                                  |
| Ocho con timonel M8+           | Roland Baar Dirk Balster Frank Dietrich Christoph Korte Frank Richter Martin Steffes-Mies Matthias Ungemach Armin Weyrauch Manfred Klein (t) RFA 5:26,62                            | Darren Barber · Andrew Crosby · Robert Marland · Derek Porter · Michael Rascher · Bruce Robertson · Brian Saunderson · John Wallace · Terrence Paul (t) · Canadá · 5:27,57 | Thomas Bänsch Andre Hache Frank Pawlowski Michael Peter Roland Schröder Hans Sennewald Thomas Woddow Lutz Thiede Peter Thiede (t) RDA 5:29,88   |
| Scull individual ligero LM1X   | Frans Göbel · Países Bajos · | Wim Van Belleghem · Bélgica · | Per Sætersdal · Noruega · |
| Doble scull ligero LM2X        | Stephen Peterson Robert Dreher Estados Unidos | Peter Müller Carsten Krüger RFA | Christoph Schmölzer · Walter Rantasa · Austria ·                                                                                                |
| Cuatro scull ligero LM4X       | Francesco Esposito · Massimo Lana · Massimo Guglielmi · Paolo Pittino · Italia · | Bruno Boucher Bruno Lebeda Laurent Porchier Thierry Renault Francia | Simon Burgess Gary Lynagh Bruce Hick Stephen Hawkins Australia                                                                                  |
| Cuatro sin timonel ligero LM4- | Klaus Altena Stephan Fahrig Michael Buchheit Bernhard Stomporowski RFA | Laurent Irazusta José Oyarzabal Stéphane Guérinot Benoît Masson Francia | Frank Gerritse · Pim Laken · Han de Regt · Markus Emke · Países Bajos ·                                                                         |
| Ocho con timonel ligero LM8+   | Enrico Barbaranelli · Franco Falossi · Carlo Gaddi · Fabrizio Ranieri · Fabrizio Ravasi · Andrea Re · Roberto Romanini · Alfredo Striani · Giuseppe Lamberti (t) · Italia · 5:35,03 | Svend Blitskov Peter Madsen Flemming Meyer Vagn Nielsen Henning Bay Nielsen Lars Rasmussen Hans Christian Sørensen Bo Vestergaard Stephen Masters (t) Dinamarca 5:36,98    | Christopher Bates Marysh Chmiel Peter Haining Toby Hessian Thomas Kay Carl Smith Neil Staite Stephen Wright John Deakin (t) Reino Unido 5:37,75 |

### Femenino
| Evento                         | Oro | Plata | Bronce |
| ------------------------------ | --- | --- | --- |
| Scull individual W1X           | Birgit Peter RDA | Silken Laumann · Canadá · | Titie Jordache RFA |
| Doble scull W2X                | Kathrin Boron Beate Schramm RDA | Inna Frolova Tatiana Ustiuzhanina URSS | Alison Townley Kristine Karlson Estados Unidos |
| Cuatro scull W4X               | Kerstin Köppen Sybille Schmidt Claudia Krüger Jana Sorgers RDA | Mariya Omelianovich Sariya Zakirova Yelena Jloptseva Svitlana Mazi URSS                                                                                           | Martina Šefčíková Hana Kafková Iva Mikulová Irena Soukupová Checoslovaquia                                                                           |
| Dos sin timonel W2-            | Stefani Werremeier Ingeburg Althoff RFA | Anna Seaton Stephanie Maxwell-Pierson Estados Unidos | Birte Siech Ina Justh RDA |
| Cuatro sin timonel W4-         | Doina Șnep · Marioara Curelea · Iulia Bobeică · Doina Robu · Rumania · | Meike Holländer Cerstin Petersmann Sylvia Dördelmann Gabriele Mehl RFA                                                                                            | Kathrin Haacker Jeannette Barth Antje Frank Judith Zeidler RDA                                                                                       |
| Ocho con timonel W8+           | Doina Șnep · Iulia Bobeică · Constanța Burcică · Veronica Cochela · Marioara Curelea · Anișoara Oprea · Marioara Popescu · Doina Robu · Elena Nedelcu (t) · Rumania · 5:59,26 | Shelagh Donohoe Cynthia Eckert Sarah Gengler Kelley Jones Stephanie Maxwell-Pierson Tracy Rude Anna Seaton Kathryn Young Yasmin Farooq (t) Estados Unidos 6:01,67 | Ramona Balthasar Christiane Harzendorf Annette Hohn Micaela Schmidt Ute Wagner Annegret Strauch Ute Wild Heike Winkler Yvonne Illing (t) RDA 6:03,18 |
| Scull individual ligero LW1X   | Mette Bloch Jensen Dinamarca | Laurien Vermulst · Países Bajos · | Rita Defauw · Bélgica · |
| Doble scull ligero LW2X        | Ulla Jensen Regitze Siggaard Dinamarca | Lindsay Burns Holly Brunkov Estados Unidos | Brenda Colby · Wendy Wiebe · Canadá · |
| Cuatro sin timonel ligero LW4- | Rachel Starr · Jill Blois · Diana Sinnige · Colleen Miller · Canadá · | Amanda Cross Pamela Westendorf Sally Ninham Rebecca Joyce Australia                                                                                               | Zhang Huajie Liang Sanmei Zeng Meilan Lin Zhiai China                                                                                                |

## Medallero
| Núm. | País           | Oro | Plata | Bronce | Total |
| ---- | -------------- | --- | ----- | ------ | ----- |
| 1    | RDA            | 5   | 1     | 5      | 11    |
| 2    | RFA            | 3   | 3     | 1      | 7     |
| 3    | Italia         | 3   | 0     | 1      | 4     |
| 4    | URSS           | 2   | 3     | 1      | 6     |
| 5    | Dinamarca      | 2   | 1     | 0      | 3     |
| 6    | Rumania        | 2   | 0     | 0      | 2     |
| 7    | Estados Unidos | 1   | 3     | 1      | 5     |
| 8    | Canadá         | 1   | 2     | 1      | 4     |
| 8    | Países Bajos   | 1   | 2     | 1      | 4     |
| 10   | Australia      | 1   | 1     | 2      | 4     |
| 11   | Austria        | 1   | 0     | 1      | 2     |
| 12   | Francia        | 0   | 2     | 0      | 2     |
| 13   | Bélgica        | 0   | 1     | 1      | 2     |
| 13   | Checoslovaquia | 0   | 1     | 1      | 2     |
| 15   | España         | 0   | 1     | 0      | 1     |
| 15   | Suiza          | 0   | 1     | 0      | 1     |
| 17   | Reino Unido    | 0   | 0     | 2      | 2     |
| 18   | China          | 0   | 0     | 1      | 1     |
| 19   | Noruega        | 0   | 0     | 1      | 1     |
| 20   | Nueva Zelanda  | 0   | 0     | 1      | 1     |
| 21   | Yugoslavia     | 0   | 0     | 1      | 1     |
|      | TOTAL          | 22  | 22    | 22     | 66    |